# 55 Cancri f

55 Cancri f, eller Harriot, är en exoplanet som kretsar runt stjärnan 55 Cancri A, som är del i dubbelstjärnan 55 Cancri eller Copernicus. Exoplaneten har en omloppstid på 260 dygn. Det är fjärde planeten från värdstjärnan av planeterna i 55 Cancris solsystem. 55 Cancri f har en massa som är jämförbar med Saturnus.

## Namngivning
Vid upptäckten fick exoplaneten designationen 55 Cancri f enligt den standard som tillämpas. I juli 2014 utlyste Internationella astronomiska unionen en namngivning för exoplaneter och deras värdstjärnor. Namngivningen omfattande en offentlig omröstning om de nya namnen där alla var välkomna att delta. I december 2015 kungjordes resultatet, där exoplaneten fick namnet Harriot, samtidigt som värdstjärnan fick namnet Copernicus. Det vinnande namnet gavs av Royal Netherlands Association for Meteorology and Astronomy från Nederländerna. Det ärar den engelske astronomen Thomas Harriot.